# Patrice Lumumba
Patrice Emery Lumumba, (Onalua, Kasaï, 2 juli 1925 – 17 januari 1961 nabij Mwadingusha), was een Congolees politicus, voorman van de Mouvement National Congolais, een belangrijk politiek leider voor en na de onafhankelijkheid, en de eerste democratisch verkozen premier van de Republiek Congo. Samen met de eerste president Joseph Kasavubu leidde hij de prille onafhankelijkheid van Congo, maar werd al snel afgezet, gevangen genomen, mishandeld en vermoord. Hij wordt in de Democratische Republiek Congo en in Afrika geëerd als een nationale held.

## Biografie

### Jeugd
Lumumba werd als Isaïe Tasumbu Tawosa op 2 juli 1925 geboren in het dorp Onalua in de provincie Kasaï in de toenmalige kolonie Belgisch Congo. Hij had drie broers, zijn familie behoorde tot het volk van de Tetela (Batetela). Moeder Julienne Amatu zou in 1940 scheiden van François Tolenga, haar gewelddadige en overmatig drinkende echtgenoot.
Op zijn dertiende ging Patrice Lumumba op school bij de Amerikaanse zendelingen van de Methodist Episcopal Congo Mission in het naburige Wembo-Nyama (sinds 2013 Lumumbaville), waar hij een verstandige en leergierige indruk achterliet, maar ook overkwam als arrogant en overgevoelig voor autoriteit. In 1943 werd hij daar weggezonden, vermoedelijk na een meisjesaffaire. In twee andere scholen hield hij het daarna niet lang vol en eind 1943 vertrok hij naar Kalima in Oost-Congo, waar hij werk vond in de tinmaatschappij Symétain: karweitjes in de kantine, totdat hij moest vluchten na geknoei met de kassa en diefstal. Toen nam hij de naam Patrice Lumumba aan, zijn achternaam was afkomstig van moederskant.

### Begin carrière
In het najaar van 1944 arriveerde hij in de dynamische hoofdstad van de Oost-Provincie, Stanleystad (Kisangani), waar hij werd opgevangen door stamgenoot Paul Kimbulu, een medisch assistent die in hoog aanzien stond, bij wie hij zes jaar kan inwonen. Daar vond hij werk bij de posterijen en volgde hij avondlessen bij de broeders maristen, wat hem het certificaat lager onderwijs opleverde. Lumumba ontdekte ook de koloniale samenleving en sloot zich aan bij de jonge évolués, die een betere sociale status nastreefden en keken naar ontwikkelingen elders in de wereld, zoals de Tweede Wereldoorlog en de onafhankelijkheidsstrijd in diverse koloniën over de wereld. Lumumba maakte carrière in de administratie en publiceert voorzichtige artikelen in gevestigde tijdschriften als La Voix du Congolais en La Croix du Congo, het weekblad van Scheut. Van juli 1947 tot maart 1948 volgde hij een stage in Leopoldstad (Kinshasa) in de school van de posterijen, waarna hij in 1948 een vaste aanstelling als kantoorbediende kreeg bij het bestuur van de PTT in Stanleystad (Kisangani) en daar een bekende naam werd in politieke en vakbondsmiddens.
Vanaf 1950 ging hij zich steeds meer toeleggen op de journalistiek. Hij schreef over sociaal-economische onderwerpen, zoals de emancipatie van de Congolese vrouw en de trek van het platteland naar de steden. In 1955 werd Lumumba een van de 200 Congolezen (van de 13 miljoen) met een Carte d'Immatriculation. Dit was een geste vanwege de Belgische administratie jegens geëvolueerde inlanders, als bewijs van goed burgerlijk en beschaafd gedrag, maar die eigenlijk niets veranderde aan de sociale en politieke ongelijkheid. Hij werd daarna provinciaal secretaris van de Association du Personnel Indigène de la Colonie (APIC), kort daarop werd Lumumba voorzitter van deze vakvereniging van inlandse beambten in Belgisch Congo. Onder invloed van het tot dan toe onbekende antiklerikale beleid van de Luikse liberaal Auguste Buisseret, minister van Koloniën in de regering van Acker, werd Patrice Lumumba provinciaal ondervoorzitter van de Amicale Liberale. In Stanleystad hoorde hij nu bij de inheemse notabelen, twee zoontjes volgden er les op het interraciale lyceum.
Bij het bezoek van koning Boudewijn in 1955 was Lumumba een van de genodigden in de ambtswoning van de provinciegouverneur in Stanleystad. Het was de eerste maal dat zwarten en blanken elkaar op een officiële receptie ontmoeten. Lumumba werd voorgesteld aan de koning en hun geanimeerde gesprek overschreed de protocollair voorziene tijd. Hij vertelde achteraf dat hij bij de koning iets edelmoedigs had ervaren dat hem aansprak.
Het jaar daarop maakte Lumumba deel uit van een Congolees gezelschap dat op uitnodiging van minister Buisseret België bezocht. Hij maakte er kennis met liberale en andere politici en bedrijfsleiders. Ook in 1956 schreef hij een boek over het koloniale beleid, waarin hij de zienswijze van de Congolezen op hun situatie vertolkt, maar ook stelt dat het land belang heeft bij een voortgezette samenwerking met België. Het boek heet Le Congo terre d'avenir est-il menacé? en werd toegestuurd aan een Brusselse uitgeverij, die echter haar nek niet durfde uit te steken en de zaak traineerde, waardoor het boek pas in 1961, na Lumumba's dood, werd gepubliceerd.
Na zijn thuiskomst uit België op 1 juli 1956 werd hij gearresteerd: Lumumba zou maandenlang met de boekhouding van het postchequekantoor geknoeid hebben en in totaal 126 000 frank hebben verduisterd. Hij erkende geld uit de kas te hebben genomen, maar beweerde het slechts geleend te hebben en bezig te zijn om zijn schuld geleidelijk weer aan te zuiveren. Toch werd hij veroordeeld tot twee jaar gevangenis, in beroep en na een koninklijke genademaatregel herleid tot twaalf maanden. Dit veroorzaakte vooral een zwaar gezichtsverlies voor Lumumba bij de blanken.
In de gevangenis nam Patrice Lumumba steeds verder afstand van het perspectief op een langdurige Belgisch-Congolese samenwerking en hij werd beïnvloed door de groeiende roep voor onafhankelijkheid. Hij kreeg de gelegenheid om er veel te lezen, spiegelde zich aan de rol en de positie van Kwame Nkrumah in Ghana en stelde bij zijn vrijlating in 1957 vast dat zijn populariteit nog is toegenomen omdat de bevolking nooit heeft geloofd in zijn schuld en de veroordeling wordt beschouwd als een koloniale strafmaatregel.
De posterijen weigerden hem weer in dienst te nemen, maar hij werd in Leopoldstad (Kinshasa) door een van de grootste brouwerijen van de kolonie, Brasseries du Bas-Congo, gevraagd om hun marketing manager te worden. Hij verdiende er een veelvoud van een PTT-salaris en slaagde erin om zowel de omzet van de brouwerij in de volkswijken van de hoofdstad te verhogen als zijn persoonlijke populariteit aan te zwengelen.
De etnische verscheidenheid in de hoofdstad dwong Lumumba om te laveren tussen de verschillende, meestal op etnische achtergrond gebaseerde, politieke stromingen, waaronder ABAKO van Joseph Kasavubu, die een nieuwe Bakongo-staat in Beneden-Congo nastreefde. Lumumba beleed daartegen een Congolees unitarisme en zocht daarvoor gelijkgezinden in diverse etnische groepen. In december 1957 was Kasavubu de grote overwinnaar van de eerste gemeenteraadsverkiezingen: Abako behaalde de absolute meerderheid in nagenoeg alle steden van Beneden-Congo en 133 van de 170 zetels van de hoofdstad Leopoldstad, waar de Bakongos nochtans de minderheid vormden. Lumumba vermeed conflicten met Kasavubu, hij nodigde hem uit voor een onderhoud maar het klikte niet. Niet enkel hun visies op de toekomst van Congo waren te verschillend, maar ook hun karakters waren dat: Kasavubu was een rustige en bedachtzame leraar met een zelfbeheerste uitstraling tegen de leidende volkstribuun Lumumba, die precies wist wat hij wilde en daar medestanders bij zocht.

### MNC
De Wereldtentoonstelling 1958 bracht de partijvorming in een stroomversnelling. Enkele honderden Congolese évolués uit alle streken van de kolonie werden onder meer als bezienswaardigheid aangevoerd, maakten kennis met elkaar, bezochten Brussel, ontdekten de groeiende tegenstelling tussen Vlamingen en Franstaligen in het land, de zelfkant van de Belgische samenleving en kregen zicht op de overschatte koloniale mogendheid.
Zodra de bezoekers terug thuis waren, was Lumumba bij de oprichters van de Mouvement National Congolais (MNC), op 10 oktober 1958. Het programma stelde als doel de onafhankelijkheid met behoud van de eenheid van het land, versnelde vorming van kaders (elites) en blijvend overleg met België.
Op de Pan-Afrikaanse conferentie in december 1958 in de Ghanese hoofdstad Accra schaarde Lumumba zich achter zijn grote voorbeeld Nkrumah, die Afrika als geheel wilde aansluiten bij de Beweging van Niet-Gebonden Landen. Daarmee vervreemdde Lumumba zich van gematigde leden van het MNC, die zich daarbij ook stoorden aan zijn ego en zijn autoritaire opstelling. Op 28 december hield Lumumba zijn eerste massameeting in de wijk Kalamu bij de hoofdstad, waar hij de massa vertelde over 'Accra' en de onafhankelijkheid van Congo in het vooruitzicht stelt: "Dipenda!"
Toen ABAKO een week later ook een bijeenkomst plande in dezelfde wijk, werd die in onduidelijke omstandigheden op de vooravond afgeblazen en verplaatst naar 18 januari, na de regeringsmededeling over Congo, die in Brussel was aangekondigd. Alleen werd dit nieuws te laat bekend en grote groepen mensen zakten af naar Kalamu, waar een toespraak van Kasavubu zijn doel miste en er opstootjes ontstonden die ernstig uit de hand liepen: dagenlang onlusten, de Force Publique schoot met scherp op opstandige betogers toen die de blanke stadswijk en het administratief centrum probeerden te bereiken, de commerciële wijk Foncobel brandde. Er vielen officieel 47 doden, officieus ongeveer vijfhonderd.
Het resultaat was dat ABAKO de schuld krijgt van de opstand. De partij werd door de koloniale overheid ontbonden, de verkozen gemeenteraadsleden afgezet en samen met de partijleiders gearresteerd, burgemeester Kasavubu incluis, hij wordt een paar maanden naar België verbannen, tot in mei 1959. Lumumba was met zijn partijgenoot, journalist Mobutu, getuige van de gebeurtenissen en besloot dat hij met zijn MNC voordeel kan halen uit deze situatie, nu zijn belangrijkste concurrent was uitgeschakeld.
Op 13 januari 1959 hielden koning Boudewijn en premier Gaston Eyskens namens België een Congo-beleidsverklaring via twee afzonderlijke toespraken, vol met goede bedoelingen. Boudewijn was het duidelijkst en verklaarde dat Congo onafhankelijk zou worden zonder schadelijk dralen noch onbezonnen haast. Een precieze datum werd niet gegeven, maar Lumumba zelf stelde 1 januari 1961 voor. In december van 1959 won de MNC de verkiezingen met een overgrote meerderheid, hoewel Lumumba op dat moment opnieuw gearresteerd was, dit keer voor het verspreiden van politieke pamfletten.

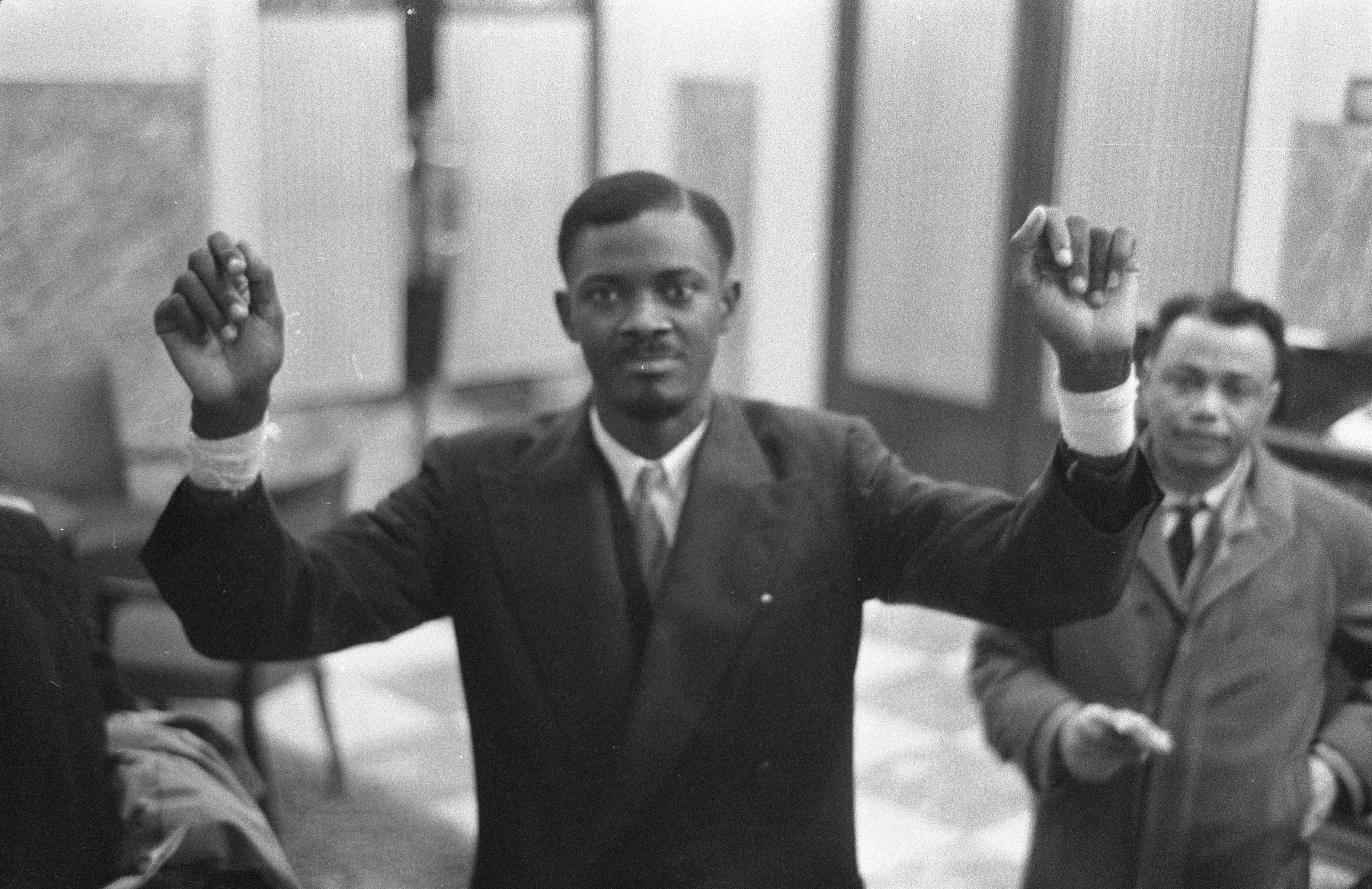
Lumumba in Brussel (1960)

Tijdens een rondetafelconferentie in januari 1960 in België werd besloten dat de onafhankelijkheid zou worden uitgeroepen op 30 juni 1960 en dat in mei van dat jaar verkiezingen zouden worden georganiseerd. Deze werden gewonnen door de MNC van Lumumba, die 33 van de 137 zetels kreeg. Lumumba en de MNC vormden de eerste regering op 23 juni 1960, met Lumumba als eerste minister en Joseph Kasavubu als president. Door de grote versnippering van de Congolese politiek telde de regering twaalf partijen.
Lumumba heeft de vernedering dat hij slechts premier mocht worden, ondanks het feit dat hij de grote triomfator van de verkiezingen was, nooit verteerd. Zo rukte hij eens de trofee uit de handen van Kasavubu die deze zou moeten uitreiken aan de winnaar van een voetbalmatch ter ere van de onafhankelijkheid om hem vervolgens zelf uit te reiken.

### Onafhankelijkheid 30 juni 1960
Naar aanleiding van de onafhankelijkheidsplechtigheid, was Koning Boudewijn in persoon naar Leopoldsstad afgereisd, in het gezelschap van oa. minister de Schryver. De Koning verleende toen persoonlijk aan Lumumba het Grootkruis van de kroonorde, terwijl hij aan president Kasavubu het grootlint van de Leopoldsorde schonk. Er was voorzien dat nadien enkel de koning en de president een gelegenheidstoespraak zouden houden in de rotonde van het parlement.
Lumumba, die zijn speech geheim had voorbereid, nam toen ongevraagd het woord, met de kroonorde op de borst gespeld, in bijzijn van de koning. Hierbij liet hij zich  opmerken door een zeer scherpe speech tegen de voormalige kolonisator, waarin hij zich beklaagde over dwangarbeid, beledigingen, lijfstraffen, sociale ongelijkheid,... Hiermee veroorzaakte hij meteen een diplomatiek incident.

Wij hebben dwangarbeid gekend in ruil voor lonen die veel te laag waren om voldoende te kunnen eten, ons waardig te kleden of te wonen of om onze kinderen als dierbaren te kunnen opvoeden.
Wij hebben spot, beledigingen, slagen gekend die we ‘s ochtends, ‘s middags en ‘s avonds moesten ondergaan, omdat wij ‘negers’ waren. Wij zijn getuige geweest van het afschuwelijke lijden van degenen die veroordeeld waren voor hun politieke standpunten of godsdienstige overtuigingen: verbannen in hun eigen land was hun lot nog slechter dan de dood.
Wij hebben gezien dat er in de steden prachtige huizen voor de blanken waren en bouwvallige barakken voor de zwarten.
Wie zal ooit de slachtingen vergeten waarbij zo velen van onze broeders omkwamen, de cellen waarin degenen werden geworpen die weigerden zich aan een regime van onderdrukking en uitbuiting te onderwerpen. Wij, die in ons hart en met ons lijf geleden hebben onder de koloniale onderdrukking, wij zeggen nu luid en duidelijk: dat alles is voortaan gedaan!
— Uittreksel uit de toespraak van Patrice Lumumba

Lumumba werd door o.a. Kasavubu aangespoord om later die dag een vriendelijkere speech te geven om de woedende Boudewijn te sussen, wat hij ook deed. De houding van Lumumba leidde ertoe dat de Belgische regering hem van het politieke toneel wilde verwijderen, en gaf daartoe opdracht om hem politiek te ondermijnen. De regering schakelde daar de Belgische geheime dienst voor in.

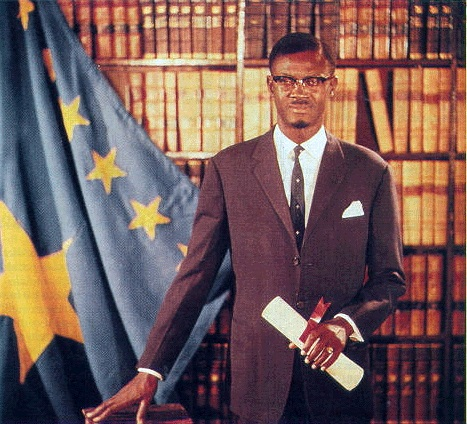
Officiële portret van Lumumba als premier van de Republiek Congo, 1960.

### Eerste minister
Slechts twee weken na de onafhankelijkheid werd Lumumba's regering afgezet in een staatsgreep tijdens de Congocrisis. Zijn premierschap werd gekenmerkt door politieke onrust, waardoor de provincie Katanga haar onafhankelijkheid uitriep onder Moïse Tsjombe op 11 juli 1960 (waarvoor het de steun van België kreeg). Enkele dagen later riep ook de diamantprovincie Kasaï haar onafhankelijkheid uit (eveneens met Belgische steun). Ondanks de aanwezigheid van VN-troepen, hield de malaise aan en Lumumba vroeg daarop de Sovjet-Unie om hulp. Lumumba werd door het Westen, volop in Koude Oorlog, ervan verdacht communist te zijn, mede omdat hij de hulp van de Sovjet-Unie had ingeroepen. Daarom spoorde het Westen president Kasavubu aan om zijn eerste minister Lumumba uit zijn ambt te ontslaan, wat Lumumba er uiteindelijk toe bracht om de president te ontslaan, een daad waarvan de wettelijkheid op zijn minst in twijfel kan worden getrokken.

### Arrestatie
Op 14 september 1960 pleegde kolonel Joseph-Desiré Mobutu (de latere Mobutu Sese Seko) een staatsgreep met de hulp van Kasavubu en kwam zelf tijdelijk aan de macht. Lumumba werd onder huisarrest geplaatst. Hij zocht steun bij de VN en Ghanese Blauwhelmen beschermden zijn woning, wat ook nodig was want Mobutu stuurde soldaten om hem te arresteren. Intussen verloren Lumumba en zijn aanhangers, mede doordat zijn telefoonlijn werd doorgeknipt, hun greep op hoofdstad Leopoldstad. Antoine Gizenga nam in naam van Lumumba zijn plaats in als premier en vestigde een tegenregering in Stanleystad, waar Lumumba nog veel aanhang had. Lumumba besloot daarop om te ontsnappen, verstopt in een Chevrolet, en naar Stanleystad te gaan. Hierbij verschalkte hij zowel de blauwhelmen die hem beschermden als de soldaten van Mobutu die hem omsingelden. Maar in plaats van onmiddellijk naar Stanleystad te gaan, sprak hij in Leopoldstad nog groepen mensen toe en ook onderweg hield hij regelmatig halt om contact te maken met de bevolking. Hierdoor verloor hij kostbare tijd, waardoor Mobutu en Kasavubu de tijd hadden om hem op te sporen. Lumumba werd op 1 december 1960 door Mobutu's troepen ingehaald en gearresteerd. Hij werd gevangengenomen in Francquihaven en geboeid naar Leopoldstad teruggevlogen.
Mobutu voerde ter verklaring aan dat Lumumba terecht zou staan omdat hij het leger zou hebben opgehitst tot rebellie en andere misdaden. De secretaris-generaal van de Verenigde Naties Dag Hammarskjöld riep Kasavubu op om Lumumba een eerlijk proces te geven. De USSR beschuldigden Hammarskjöld en het Westen van verantwoordelijkheid voor Lumumba's aanhouding en eisten zijn vrijlating.
De VN Veiligheidsraad werd bijeengeroepen op 7 december om over de Sovjet-eisen te vergaderen, namelijk dat de VN Lumumba's onmiddellijke vrijlating zou bewerkstelligen, dat Lumumba opnieuw zijn functie zou kunnen opnemen, dat de troepen van Mobutu ontwapend zouden worden en dat alle Belgen onmiddellijk uit Congo geëvacueerd zouden worden. Sovjet-vertegenwoordiger Valerian Zorin weigerde aan de eis van de Verenigde Naties te voldoen dat hij zichzelf ongeschikt zou verklaren als voorzitter van de Veiligheidsraad gedurende het debat. Secretaris-generaal Dag Hammarskjöld zei - als antwoord op de Sovjetkritiek op zijn Congo-operaties - dat hij vreesde dat alles ineen zou storten indien de VN-troepen zouden worden teruggetrokken uit Congo.
Als antwoord op een VN-rapport waarin gesteld werd dat Lumumba mishandeld werd door zijn bewakers, dreigde zijn aanhang op 9 december met de arrestatie van alle Belgen en de onthoofding van een aantal ervan, tenzij Lumumba vrijgelaten zou worden binnen de 48 uur.
De dreiging voor de VN-zaak werd nog versterkt door de aankondigingen van voormalig Joegoslavië, de Verenigde Arabische Republiek, Ceylon, Indonesië, Marokko en Guinee dat ze hun troepen die op dat moment in Congo gelegerd waren, zouden terugtrekken. De pro-Lumumba-resolutie die de Sovjets voorstelden werd weggestemd op 14 december met 8 stemmen tegen 2. Op dezelfde dag werd een Westerse resolutie die Hammarskjöld meer macht zou geven met betrekking tot de situatie in Congo door de Sovjet-Unie met een veto tegengehouden.

### Moord
Lumumba werd vervolgens op 17 januari 1961 uit de militaire gevangenis in Thysstad nabij Leopoldstad weggebracht naar een 'veiliger' gevangenis in Jadotstad in Katanga, waardoor hij door de centrale Congolese machthebbers werd overgeleverd in de handen van zijn separatistische vijanden van Katanga en Zuid-Kasaï, die hem het bloedbad van Bakwanga in 1960 niet vergaven, waar toen massaslachtingen werden aangericht door het Congolese leger.
Dezelfde nacht zou Lumumba samen met zijn twee kompanen geëxecuteerd zijn in nooit volledig opgehelderde omstandigheden. Hij was immers eerst geïsoleerd, daarna tijdens zijn vluchtpoging gevangengenomen en uiteindelijk, na behoorlijk mishandeld te zijn, met twee medegevangenen bij het dorp Mwadingusha in de koperprovincie Katanga geëxecuteerd door een vuurpeloton onder het bevel van Godefroid Munongo, een van de leiders van Katanga, dat zich -met openlijke Belgische steun- had afgescheiden van Congo. Zijn lichaam zou volgens sommige versies zijn opgelost in zwavelzuur, het werd nooit gevonden. Twee tanden worden in 2022 aan de nabestaanden teruggeven en in Kongo begraven. Er zijn ernstige aanwijzingen dat deze moord werd uitgevoerd met de instemming en de hulp van buitenlandse regeringen: die van België, de Verenigde Staten (via de CIA en de VN) en van het Verenigd Koninkrijk.
De dag waarop hij vermoord werd, 17 januari, is een vrije dag geworden in Congo.

### Belgische en Amerikaanse betrokkenheid bij de moord
De Belgische socioloog Ludo De Witte schreef in zijn boek De moord op Lumumba uit 1999 na een grondig onderzoek dat België een hoofdverantwoordelijkheid droeg voor de moord op de eerste Congolese premier.
In februari 2002 gaf de Belgische overheid toe "onmiskenbare verantwoordelijkheid te hebben gehad in de gebeurtenissen die tot Lumumba's dood hebben geleid", al wilde men niet de volledige verantwoordelijkheid opnemen gezien er geen sluitend bewijs kon worden gevonden. In juli 2002 werden er door de Verenigde Staten documenten vrijgegeven die de rol van de CIA in de moord op Lumumba onthulden. De CIA zou Lumumba's tegenstanders gesteund hebben met geld en politieke ondersteuning, en in Mobutus geval zelfs met wapens en militaire training.
Een week voor de officiële herdenking van 50 jaar Congolese onafhankelijkheid dienden de drie zonen van Lumumba, Roland, Guy en François, via een aantal Belgische advocaten een aanklacht in tegen een tiental Belgische verdachten voor de moord op hun vader. De advocaat Christophe Marchand zei in dit verband: “België heeft de soevereiniteit van Congo toen niet gerespecteerd, waardoor dit een internationaal conflict werd. Lumumba werd van zijn vrijheid beroofd, overgebracht naar Katanga, in het vliegtuig gefolterd en later vermoord. Hij heeft nooit een proces gekregen. Dat zijn stuk voor stuk oorlogsmisdaden, en die verjaren niet. De parlementaire commissie heeft al die feiten vastgesteld, maar daar niet de juridische conclusie uit getrokken. Vandaar onze aanklacht.”
Er loopt in België nog steeds een onderzoek naar de betrokkenen bij de moord op de voormalige Congolese premier Patrice Lumumba in 1961. Dat heeft federaal procureur Frédéric Van Leeuw op 1 juli 2020 verklaard op de Franstalige nieuwszender LN24: We zijn de mogelijke vervolgingen aan het oplijsten. We hebben de feiten als oorlogsmisdaden gekwalificeerd, wat werd bevestigd door het Brusselse hof van beroep. Daardoor kunnen ze niet verjaren. 

## Onderscheidingen
- Grootkruis in de Kroonorde, door koning Boudewijn, 30.6.1960.[8]

## Publicaties
- Patrice Lumumba, Le Congo terre d'avenir est-il menacé ?, Office de publicité, Brussel, 1961

Boekje geschreven door Lumumba rond 1956 en verschenen in het jaar van zijn dood. Engelse vertaling: Congo My Country, New York, Frederick A. Praeger, 1962, xxix+195 p.
- Jean Van Lierde (ed.), La pensée politique de Patrice Lumumba. Textes et documents recueillis et présentés par Jean Van Lierde, 1963, voorwoord van Jean-Paul Sartre

Toespraken en andere geschriften van Lumumba, verzameld door zijn medewerker Van Lierde

## Film
- In 2000 verscheen de film Lumumba van Raoul Peck over de laatste jaren van zijn leven.
- In 2024 werd de film Soundtrack to a Coup d'Etat van Johan Grimonprez uitgebracht over de rol van Lumumba bij de onafhankelijkheid van Congo en zijn executie.